# 新熊隆嘉
新熊 隆嘉（しんくま たかよし、1970年 - ）は、日本の経済学者。関西大学経済学部教授。専門は環境経済学。

## 略歴
大阪府出身。
1993年慶應義塾大学経済学部卒業。1995年京都大学大学院人間・環境学研究科前期博士課程修了、1998年3月後期博士課程単位取得満期退学。同年11月京大より博士（人間・環境学）の学位を取得。
1998年岐阜聖徳学園大学経済情報学部助手、1999年講師、2000年助教授。2002年東京外国語大学外国語学部助教授、2007年准教授を経て、2008年より関西大学経済学部教授。